# Приматология
Приматоло́гия — раздел зоологии, изучающий современных и ископаемых приматов (около 400 видов обезьян, полуобезьян и других, кроме человека), их анатомию, эмбриологию, физиологию, происхождение, систематику, распространение и образ жизни.
Разделяется на: морфологию, палеонтологию, систематику, этологию приматов. Существуют международные и региональные общества приматологов, с 1966 года проводятся международные приматологичесике конгрессы.

## Известные приматологи
- Джордж Шаллер (р. 1933) — один из пионеров изучения приматов в дикой природе, его изучение горных горилл в горах Вирунга стало новаторским для того времени.
- Галдикас, Бируте (р. 1946), специалистка по орангутангам, прожила четверть века в бамбуковой хижине на Борнео.
- Ладыгина-Котс, Надежда Николаевна (1889—1963), основательница Дарвиновского музея в Москве.
- Лапин Борис Аркадьевич (1921), научный руководитель ФГБУ НИИ МП РАМН (г. Сочи)[1]
- Кузнецова, Тамара Георгиевна (1939) Руководитель лаборатории физиологии поведения приматов Института физиологии им. И. П. Павлова, доктор биологических наук[2][3]
- Фирсов, Леонид Александрович (1920—2006) — профессор, директор Санкт-Петербургского приматологического центра
- Фосси, Дайан (1932—1985) — выдающаяся этолог и популяризатор охраны окружающей среды[4]
- Джейн Гудолл (1934)
- Роберт Йеркс (1876—1956)[5]
- Уленбрук, Шарлотта (Charlotte Uhlenbroek)
- Фоутс, Роджер (Roger Fouts)

## Организации
- Институт физиологии им. И. П. Павлова РАН Санкт-Петербург
- Научно-исследовательский институт медицинской приматологии РАМН — Сочи[1]
- Научно-исследовательский институт экспериментальной патологии и терапии АНА — Сухум
- California National Primate Research Center — Дэвис, Калифорния, США
- German Primate Center (Deutsches Primatenzentrum) — Гёттинген, Германия[6]
- Institute of Primate Research — Karen, Найроби, Кения[7]
- Jane Goodal Institute[8]
- Monkey World Ape Rescue Centre — Longthorns, Wareham, Dorset, Англия
- Oregon National Primate Research Center, Beaverton, Орегон, США
- Primate Research Institute (Inuyama City, Aichi Prefecture, Kyoto University, 1967-)
- Tsukuba Primate Center for Medical Science, National Institute of Infectious Diseases — Tsukuba Ibaraki, Япония
- Washington National Primate Research Center — Сиэтл, США
- Wisconsin Primate Research Center — Madison, Висконсин, США
- Primate Research Center of Emory University[9]

## Общества
- American Society of Primatologists (ASP) — США[10]
- Asociacion Primatologica Espanola — Испания
- Associação Portuguesa de Primatologia (APP) — Португалия[11]
- Associazione Primatologica Italiana — Италия
- Australasian Primate Society[12]
- Australian Primatology Society
- Deutsche Primatologische Gesellschaft — Германия
- European Federation of Primatology (EFP)
- International Primatological Society (IPS)[13]
- Primate Society of Great Britain (PSGB)
- Primate Society of Japan — Япония[14]
- Primate Specialist Group of Mammalogical Society of China — Китай
- Societe Francophone de Primatologie

## Конгрессы
- 22-й Конгресс международного приматологического общества (XXII IPS Congress) — 2008, Эдинбург, Шотландия
- 21-й Конгресс (XXI IPS Congress, Entebbe, Uganda) — 2006, Уганда
- 20-й Конгресс (XX IPS Congress) — 2004, Турин, Италия
- 19-й Конгресс (XIX IPS Congress) — 2002, Пекин, Китай
- 18-й Конгресс (XVIII IPS Congress) — 7—12 января 2001, Аделаида, Австралия
- 16-й Конгресс международного приматологического общества (XVI TH IPS Congress / XIX TH ASP Conference, Madison, Wisconsin) — 11—16 августа 1996, Висконсин, США
- 2-й Конгресс (II IPS Congress) — 1968, Атланта, США
- 1-й Конгресс (I IPS Congress) — 1966, Франкфурт, Германия

## Журналы
- African Primates (Кения, 1995-; National Museums of Kenya: Institute for Primate Research and Centre for Biodiversity with Zoo Atlanta)
- American Journal of Primatology  (США, 1981-; American Society of Primatology)
- Boletin de la Asociacion Primatologica Espanola (Испания)
- Gorilla Journal (Штутгарт, Германия; Journal of Berggorilla & Regenwald Direkthilfe)[15]
- Folia Primatologica (1963-; European Federation for Primatology)
- International Journal of Primatology  (1980-; International Primatological Society)[16]
- Journal of Medical Primatology
- Journal of Human Evolution
- Primate Eye (Великобритания, 1974-; Primate Society of Great Britain)
- Primates (Япония, 1957-; The Journal of the Japan Monkey Centre, Inuyama, Aichi)[17]